# Tesoretto di Gambellara
Il Tesoretto di Gambellara è un tesoro di 55 monete d’argento di grande interesse per il tracciamento in Europa delle monete provenienti dall’America Latina.

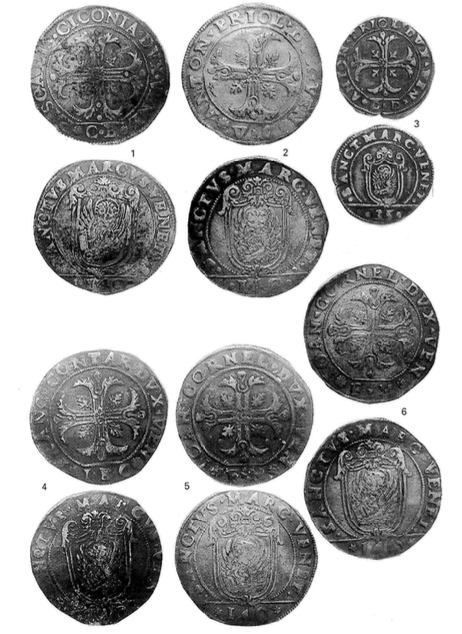
Alcune monete provenienti dal Tesoretto di Gambellara (1913)

## Descrizione
Nel 1913 un tesoro di 55 monete d’argento fu scoperto a Gambellara, in provincia di Vicenza, nella proprietà di Domenico Framarin. Secondo le leggi italiane, metà di queste monete appartenevano allo Stato: il Dr. Luigi Rizzoli le selezionò e ventinove monete furono trasferite alle autorità. Il 1 Dicembre 1913 a Padova il Dr. Luigi Serra, direttore della soprintendenza delle belle arti del Veneto, trasferì le monete al Museo Civico di Venezia e negli anni novanta  furono spostate al museo della Ca’ d’Oro, sempre a Venezia. 
Il tesoro comprendeva:
- 2 monete di Pasquale Cicogna
- 1 moneta di Giovanni Bembo
- 2 monete di Antonio Priuli
- 2 monete di Francesco Contarini
- 8 monete di Giovanni Corner
- 2 monete di Francesco Erizzo
- 38 monete di Filippo IV Re di Spagna

Questo tesoro è di grande interesse per il tracciamento in Europa delle monete provenienti dall’America Latina: delle ventinove appartenenti allo Stato infatti circa un terzo proveniva da questo territorio, in particolare dalle zecche di Messico, Potosì e Cartanega. La moneta con la datazione più recente risulta essere un quarto di scudo Veneziano della croce di Doge Francesco Erizzo che riporta le iniziali del mastro di zecca Zuanne Diedo, entrato in carica il 9 Marzo 1633. La moneta più antica invece è uno scudo della croce di Doge Pasquale Cicogna con le iniziali del mastro di zecca Cornelio Barbaro, in carica dal Febbraio al Luglio del 1592. Il resto delle monete sono datate agli anni venti e trenta del XVII secolo. Questo ultimo dato suggerì agli studiosi che il tesoro di Gambellara fu realizzato in un unico momento con monete circolanti nel 1633 piuttosto che messo da parte nel corso di diversi anni.

## Inquadramento europeo
Altri quattro tesori ritrovati nei Paesi Bassi, data la loro somiglianza di quantità e datazione di monete, sono stati messi a confronto con il tesoro di Gambellara:
- Il tesoro di Sneek (1604 d.C.), 50 monete su 147 provenienti dall’America[2]
- Il tesoro di Oud-Beijerland (1605 d.C.), 31 monete su 167 provenienti dall’America[3]
- Il tesoro di Ooselt (1622 d.C.), 35 monete su 98 provenienti dall’America[4]
- Il tesoro di Huizinge (1596 d.C.), 26 monete su 161 provenienti dall’America[5]

I quattro tesori sopraelencati, composti di molte monete provenienti da Siviglia (destinazione principale dell’argento americano) sono la prova di come nel XVII secolo un terzo delle monete d’argento in circolazione nei Paesi Bassi provenissero dalle zecche dell’America Latina, con intermediario la Spagna. Il tesoro di Gambellara, con 7 monete su 29 provenienti da Siviglia, suggerisce che una simile proporzione fosse vera anche in Italia. È importante notare come le monete d’argento non circolavano spesso tra Italia e Olanda nonostante furono ritrovati tesori con argento proveniente dall’America Latina in entrambi i paesi. Quando gli spagnoli dovevano spostare denaro lungo la Strada spagnola infatti lo convertivano in oro per trasportarlo più facilmente. Sia l’Italia che i Paesi Bassi erano due destinazioni connesse alla Spagna, e quindi all’America centro-meridionale, da rotte separate. In questo modo i tesori dell’Olanda e il tesoro di Gambellara sono fenomeni paralleli e collegati tra di loro ma non in modo diretto.